# Henri de Merode-Westerloo

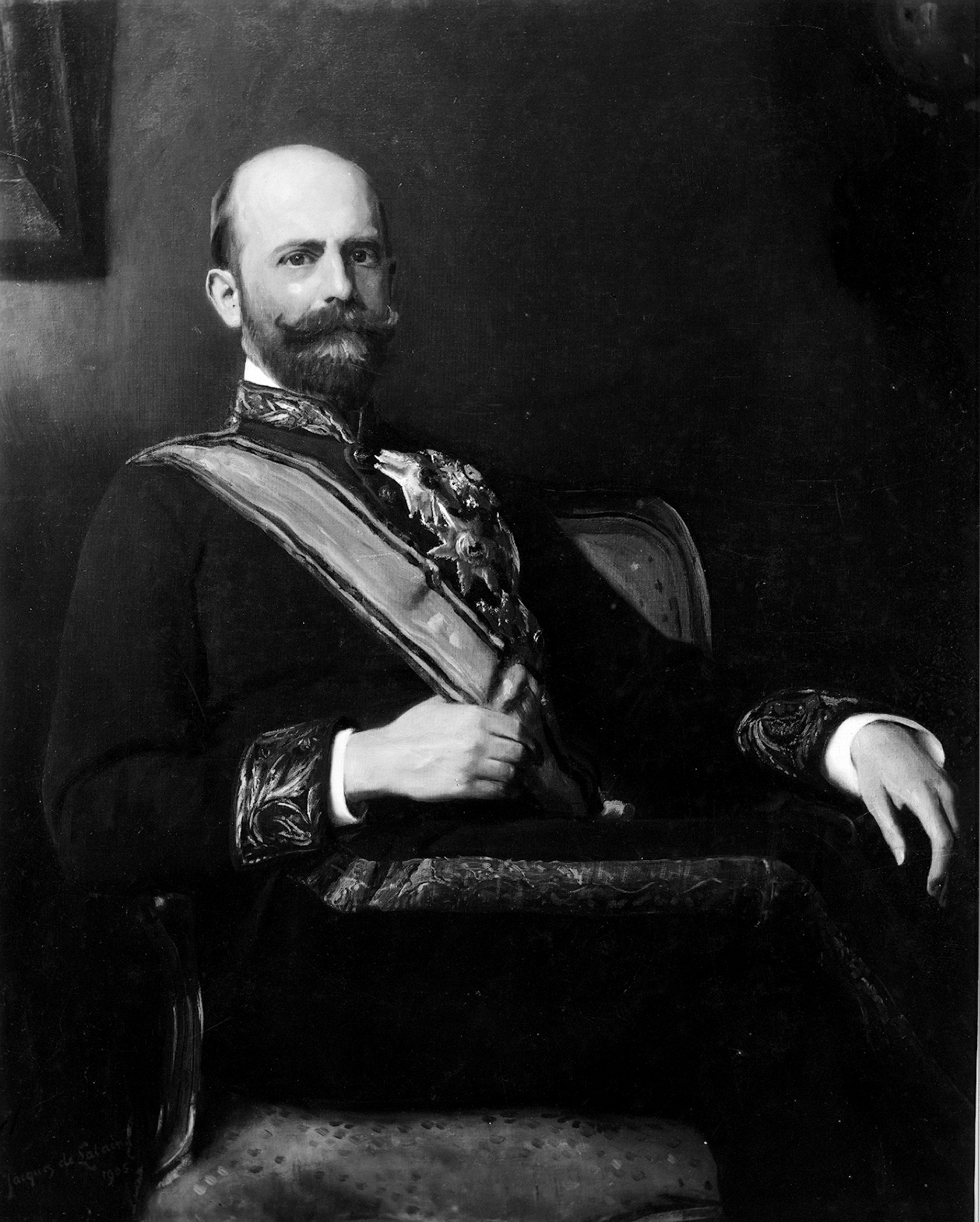
Henri de Merode-Westerloo

Henri (Hendrik) Charles Marie Ghislain Graf de Mérode-Westerloo, 11. Markgraf von Westerloo, 8. Prinz von Rubempré, 5. Prinz von Grimbergen (* 28. Dezember 1856 in Paris; † 13. Juli 1908 in Lausanne) war ein belgischer Politiker, Bürgermeister von Westerlo, Außenminister und Präsident des Senats.

## Biografie
Henri entstammte dem Hochadelsgeschlecht der Merode. Sein Vater Charles de Mérode-Westerloo war ebenfalls Präsident des Senats sowie Bürgermeister von Westerlo.
Er selbst studierte Rechtswissenschaft an der Katholischen Universität Löwen und promovierte 1879 zum Doktor der Rechtswissenschaften.
Seine politische Laufbahn begann er 1882 mit der Wahl zum Mitglied des Provinzrates der Provinz Antwerpen, dem er als Mitglied der Katholieke Partij bis 1884 angehörte. Im Anschluss wurde er Mitglied der Abgeordnetenkammer und vertrat dort zwischen 1884 und 1892 und dann erneut von 1894 bis 1896 das Arrondissement Brüssel. Nach dem Tode seines Vaters wurde er 1892 dessen Nachfolger als Bürgermeister von Westerlo und behielt dieses Amt bis zu seinem Tode.
Am 31. Oktober 1892 wurde er von Premierminister Auguste Beernaert zum Außenminister in dessen Regierung berufen und behielt dieses Amt auch in der nachfolgenden Regierung von Premierminister Jules de Burlet bis zum 25. Mai 1895.
Nachdem er zwischen 1896 und 1900 die Interessen des Arrondissements Turnhout in der Abgeordnetenkammer vertrat, wurde er 1900 Mitglied des Senats und vertrat dort bis zu seinem Tode die Arrondissements Mecheln und Turnhout.
Zuletzt war er vom 2. Dezember 1903 bis zu seinem Tode auch Präsident des Senats.
Sein Sohn Charles de Merode, 12. Graf von Westerloo, war zwischen 1913 und 1947 ebenfalls Bürgermeister von Westerlo und der letzte Nachkomme des Grafen Willem de Merode.